# 明和 (鹿児島市)
明和（めいわ）は、鹿児島県鹿児島市の町丁。郵便番号は890-0024。人口は8,391人、世帯数は3,915世帯（2020年4月1日現在）。明和一丁目から明和五丁目まで設置されており、明和一丁目から明和五丁目までの全域で住居表示を実施している。
明和の区域は原良団地（はららだんち）及び永吉団地（ながよしだんち）として建設された住宅団地であり、「明和」という町名は住民投票により決定されたものである。

## 地理
鹿児島市中央部、甲突川流域の丘陵部上に位置している。町域の北方には小野、南方には原良町、武岡、東方には永吉、原良、西方には小野町がそれぞれ接している。
中央部に鹿児島市立明和中学校、隣接して鹿児島市立明和小学校が所在している。全域が武岡台地上にあり、区域はすべて開発地であり新興住宅地や県営住宅（団地）国土交通省宿舎なども所在しているニュータウンである。

## 歴史
1974年（昭和49年）に鹿児島市立明和小学校、1976年（昭和51年）には鹿児島市立明和中学校が現在の明和の区域に当たる原良団地に設置された。
1979年（昭和54年）に原良団地・永吉団地の区域に当たる小野町、永吉町、原良町の各一部において住居表示が実施されることとなった。これに伴い、7月16日に町域の再編が実施され、原良町及び永吉町の各一部より「明和一丁目」、小野町・原良町の各一部より「明和二丁目」、小野町の一部より「明和三丁目」、永吉町の一部より「明和四丁目」、小野町及び永吉町の各一部より「明和五丁目」が設置された。
1988年（昭和63年）には周辺の住宅団地の人口増に対応するため鹿児島市消防局の明和分遣隊が設置された。2001年（平成13年）3月23日には永吉町の一部が明和一丁目に編入された。2024年（令和6年）10月30日に宅地造成に伴い永吉三丁目11番の一部が明和五丁目51番に編入された。

### 町域の変遷
| 実施後             | 実施年             | 実施前             |
| ------------------ | ------------------ | ------------------ |
| 明和一丁目（新設） | 1979年（昭和54年） | 原良町（一部）     |
| 明和一丁目（新設） | 1979年（昭和54年） | 永吉町（一部）     |
| 明和二丁目（新設） | 1979年（昭和54年） | 小野町（一部）     |
| 明和二丁目（新設） | 1979年（昭和54年） | 原良町（一部）     |
| 明和三丁目（新設） | 1979年（昭和54年） | 小野町（一部）     |
| 明和四丁目（新設） | 1979年（昭和54年） | 永吉町（一部）     |
| 明和五丁目（新設） | 1979年（昭和54年） | 小野町（一部）     |
| 明和五丁目（新設） | 1979年（昭和54年） | 永吉町（一部）     |
| 明和一丁目（編入） | 2001年（平成13年） | 永吉町（一部）     |
| 明和五丁目（編入） | 2024年（令和6年）  | 永吉三丁目（一部） |

## 人口
鹿児島市街地周辺部の団地として開発が進んだ原良団地であるが、都心回帰が進んでおり、「鹿児島市史第5巻」によれば1980年（昭和55年）の原良団地の人口は13,330人であったが、2014年（平成26年）の統計では8,843人まで減少している。

### 丁目別
|            | 世帯数 | 人口  |
| ---------- | ------ | ----- |
| 明和一丁目 | 928    | 2,008 |
| 明和二丁目 | 763    | 2,008 |
| 明和三丁目 | 633    | 1,416 |
| 明和四丁目 | 1,014  | 2,032 |
| 明和五丁目 | 577    | 1,185 |
| 計         | 3,915  | 8,391 |

### 国勢調査
以下の表は国勢調査による小地域集計が開始された1995年以降の人口の推移である。
| 年                 | 人口   |
| ------------------ | ------ |
| 1995年（平成7年）  | 11,551 |
| 2000年（平成12年） | 11,023 |
| 2005年（平成17年） | 10,252 |
| 2010年（平成22年） | 9,514  |
| 2015年（平成27年） | 8,732  |

## 施設

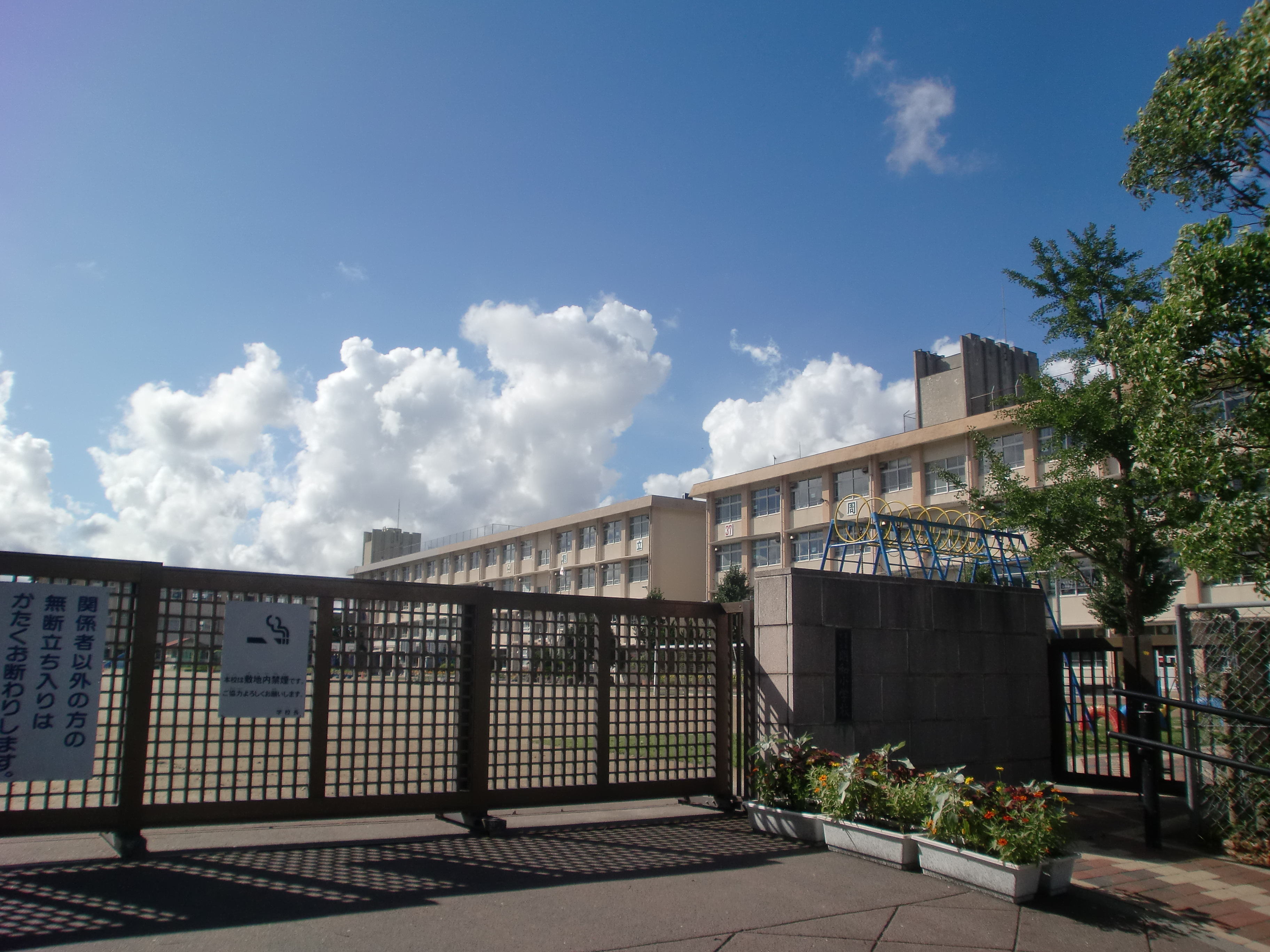
鹿児島市立明和小学校

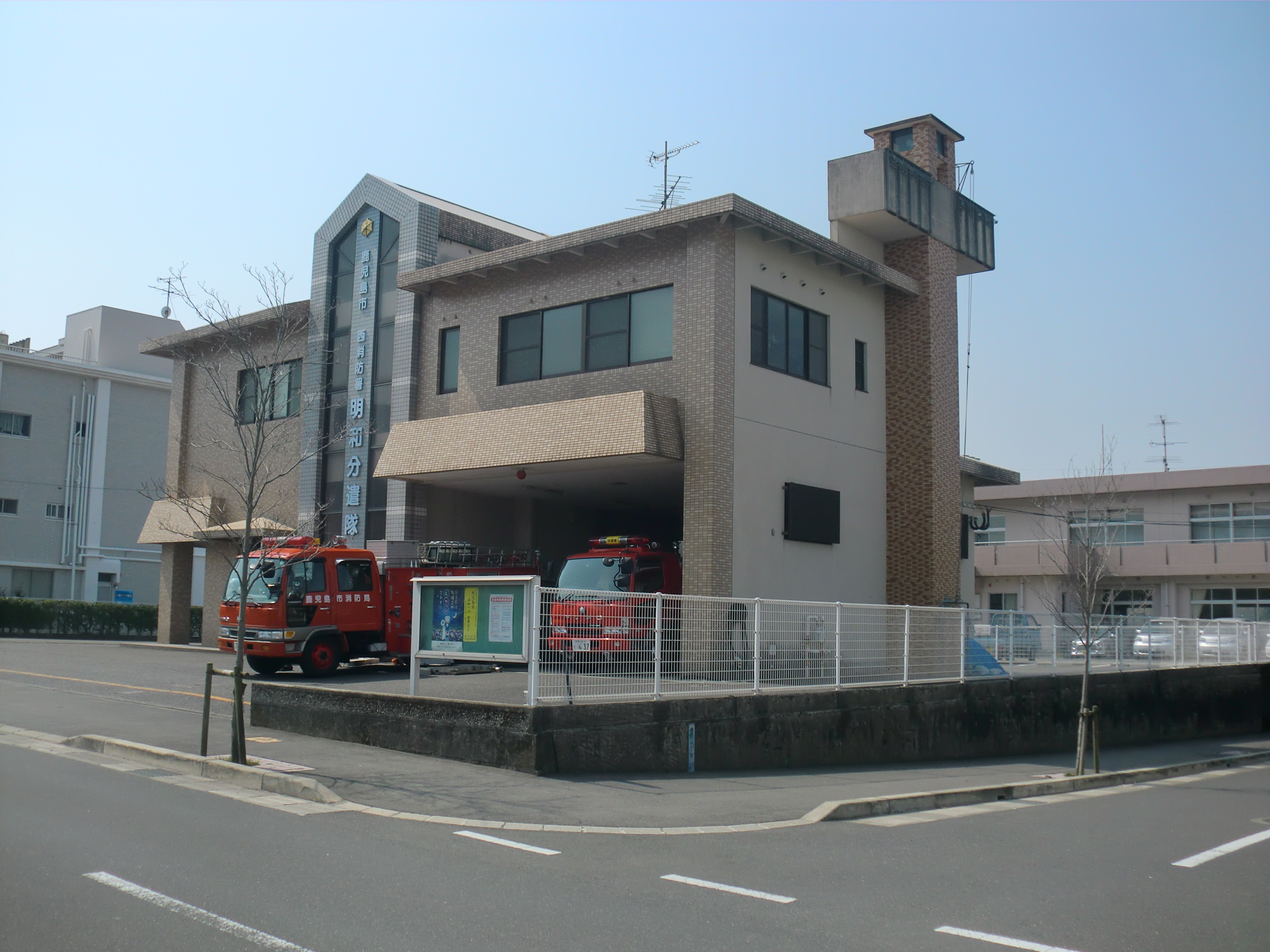
鹿児島市消防局西消防署明和分遣隊

### 公共
- 鹿児島県警察鹿児島西警察署明和交番[22]
- 鹿児島市消防局西消防署明和分遣隊[23]
- 明和福祉館[24]
- 明和中央公園

### 教育
- 鹿児島市立明和中学校[25]
- 鹿児島市立明和小学校[26]
- 鹿児島女子短期大学附属なでしこ幼稚園[27]
- みのり幼稚園[27]

## 小・中学校の学区
市立小・中学校に通う場合、学区（校区）は以下の通りとなる。
| 町丁       | 番・番地 | 小学校               | 中学校               |
| ---------- | -------- | -------------------- | -------------------- |
| 明和一丁目 | 全域     | 鹿児島市立明和小学校 | 鹿児島市立明和中学校 |
| 明和二丁目 | 全域     | 鹿児島市立明和小学校 | 鹿児島市立明和中学校 |
| 明和三丁目 | 全域     | 鹿児島市立明和小学校 | 鹿児島市立明和中学校 |
| 明和四丁目 | 全域     | 鹿児島市立明和小学校 | 鹿児島市立明和中学校 |
| 明和五丁目 | 全域     | 鹿児島市立明和小学校 | 鹿児島市立明和中学校 |

## 交通

### 道路
市道
- 都市計画道路武武岡線

### バス
- 南国交通 明和 - 明和県営住宅（2021年4月、鹿児島市交通局より本町行き全路線が移譲される）